# Paratuerta abrupta
Paratuerta abrupta är en fjärilsart som beskrevs av Rothschild 1924. Paratuerta abrupta ingår i släktet Paratuerta och familjen nattflyn. Inga underarter finns listade i Catalogue of Life.